# Серне (Горња Савоја)
Серне (фр. Cernex) насеље је и општина у источној Француској у региону Рона-Алпи, у департману Горња Савоја која припада префектури Сен Жилијен ан Женвоа.
По подацима из 2011. године у општини је живело 919 становника, а густина насељености је износила 72,59 становника/km². Општина се простире на површини од 12,66 km². Налази се на средњој надморској висини од 576 метара (максималној 857 m, а минималној 407 m).

## Демографија
| 1962. | 1968. | 1975. | 1982. | 1990. | 1999. | 2011. |
| ----- | ----- | ----- | ----- | ----- | ----- | ----- |
| 273   | 331   | 361   | 422   | 507   | 698   | 919   |

График промене броја становника у току последњих година